# Франческа Гоншоу
Франческа Гоншоу (на английски: Francesca Gonshaw) е художничка, сценаристка, режисьорка и актриса, която живее и работи в Лондон. Известна е най-вече с ролята си на сервитьорката Мария в комедийната поредица „Ало, ало!“, където започва участието си от пилотния епизод.

## Биография

### Ранни години
Родена е през 1959 г. в Марлибън, Лондон, Англия. Учи театрално изкуство в A.L.R.A.

### Актриса
Отрано получава признание, още докато работи в британската телевизия BBC.
Участва в главните роли на пиеси като Gesualdo, Shades както и в телевизионните сериали The Cleopatras и Farrington of the FO. През цялата 1987 г. играе ролята на Аманда Паркър в драматичния сериал Howards' Way. След това има участие във филмите Biggles и Баскервилското куче, а на лондонска сцена и по турнета изиграва роли като Хермиа в „Сън в лятна нощ“ и Офелия в „Хамлет“.

### Издателска дейност
Гоншоу има трайни интереси както в сценичните и визуалните изкуства, така и в издателската дейност. Заедно с Питър Гейбриъл тя разработва и участва в музикалния видеоклип, спечелил награда „Грами“ „Digging in the Dirt“ (1992 г.). Нейните приноси в издателството Miramax започват със сценария на Джейн Кемпиън за филма Пианото. След това работи по „Криминале“ на Куентин Тарантино, Дим и Синьо на лицето на Пол Остър. Скоро след това тя съставя „Обич“ – издание на поезията на Неруда.

### По свои филми
Съставя и редактира филма Prêt à Porter за американския режисьор Робърт Олтмън. Други водещи сценаристи и режисьори, с които е работила, са Мартин Скорсезе, Антъни Мингела, Шон Пен, както и Дейвид Рейб.
Гоншоу също така е сценаристка, режисьорка и продуцентка на собствени филми. Докато работи в Miramax, пише първия си собствен сценарий Dizzy върху личния живот на Бенджамин Дизраели. Освен него пише сценарии за още 2 филма: Leap of Faith и Sacred Life, който получава финансиране от Little Wing Films. Заснема и 2 късометражни филма в този период: Sacred и Judgement.

### Художничка
През последните години Гоншоу изявява творческия си талант като художник. Тя е силно повлияна от Юън Ъглоу. Произведения на Гоншоу са били показвани 2 пъти в Mall Galleries. Освен Ъглоу тя посочва Матис, Сезан, Полък както и Де Кунинг, които са оказали значително въздействие върху стила и подхода ѝ.